# Соколоваць (Копривницько-Крижевецька жупанія)
46°07′ пн. ш. 16°42′ сх. д. / 46.11° пн. ш. 16.70° сх. д.
Соколоваць (хорв. Sokolovac) – громада і населений пункт в Копривницько-Крижевецькій жупанії Хорватії.

## Населення
Населення громади за даними перепису 2011 року становило 3 417 осіб. Населення самого поселення становило 464 осіб.
Динаміка чисельності населення громади:
Динаміка чисельності населення центру громади:

## Населені пункти
Крім поселення Соколоваць, до громади також входять:
- Брджані-Соколовацькі
- Домаї
- Доня Велика
- Доняра
- Доньї Маслараць
- Горня Велика
- Горні Маслараць
- Грдак
- Худовляни
- Янковаць
- Камениця
- Ладислав-Соколовацький
- Лепавіна
- Мала Браньська
- Мала Мучна
- Малий Ботіноваць
- Малі Грабичани
- Малий Поганаць
- Мілічани
- Пауноваць
- Пешченик
- Прнявор-Лепавинський
- Рієка-Копривницька
- Ровіштанці
- Срієм
- Широко-Село
- Трноваць-Соколовацький
- Велика Браньска
- Велика Мучна
- Великий Ботіноваць
- Врховаць-Соколовацький